# Currie Cup First Division 2010
La Currie Cup First Division de 2010 fue la decimoprimera edición de la segunda división del rugby provincial de Sudáfrica.
El campeón fue el equipo de Eastern Province Kings quienes obtuvieron su primer campeonato.

## Sistema de disputa
El torneo se disputó en formato liga donde cada equipo se enfrentó a los equipos restantes, luego los mejores cuatro clasificados disputaron semifinales y final.

## Clasificación
| Pos. | Equipo                 | Encuentros | Encuentros | Encuentros | Encuentros | Tantos | Tantos | Tantos | PB | PB | Puntos |
| Pos. | Equipo                 | PJ         | PG         | PE         | PP         | F      | C      | Dif    | BO | BD | Puntos |
| ---- | ---------------------- | ---------- | ---------- | ---------- | ---------- | ------ | ------ | ------ | -- | -- | ------ |
| 1.º  | SWD Eagles             | 10         | 8          | 0          | 2          | 342    | 243    | +99    | 5  | 2  | 39     |
| 2.º  | Eastern Province Kings | 10         | 8          | 0          | 2          | 306    | 204    | +102   | 5  | 0  | 37     |
| 3.º  | Boland Cavaliers       | 10         | 5          | 0          | 5          | 359    | 305    | +54    | 7  | 2  | 29     |
| 4.º  | Griffons               | 10         | 5          | 0          | 5          | 350    | 250    | +100   | 5  | 3  | 28     |
| 5.º  | Border Bulldogs        | 10         | 3          | 0          | 7          | 264    | 396    | -132   | 3  | 1  | 16     |
| 6.º  | Valke                  | 10         | 1          | 0          | 9          | 276    | 499    | -223   | 6  | 1  | 11     |

|  | Semifinalistas. |

### Semifinales
| 8 de octubre | SWD Eagles | 32 - 30 | Griffons |  |  |

| 9 de octubre | Eastern Province Kings | 26 - 25 | Boland Cavaliers |  |  |

### Final
| 15 de octubre | SWD Eagles | 12 - 16 | Eastern Province Kings | Outeniqua Park, George |  |

| Bandera de Sudáfrica           |
| Campeón Eastern Province Kings |
| Primer título                  |